# キリル・カプリゾフ
キリル・オレーゴヴィチ・カプリゾフ （ロシア語: Кирилл Олегович Капризов, 1997年4月26日 - ）は、ロシア連邦ケメロヴォ州ノヴォクズネツクのプロアイスホッケー選手。ポジションはレフト・ウイング。NHLのミネソタ・ワイルドに所属。

## 経歴

### プロ入り前
ノヴォクズネツクから1時間ほど離れたKuzedeevo村に住んでいた。４歳のとき父に連れられ、弟とともに市内の郊外にあるアイス競技場にを訪れる。そこですぐにアイスホッケーを気に入り、アイスホッケーをプレーするようになった。アイスホッケーのトレーニングに参加させるため、父親が毎日のように息子を郊外の練習場まで送り迎えをしていた。アイスホッケー教室では、高いライディング技術を買われディフェンダーとしてプレーし始めたが、一年後にはオフェンスとして起用されるようなった。

### プロ入りとノヴォクズネツク時代
少年チーム時代から試合での活躍は目覚ましく、1997年にコーチのアンドレイ・ルシャンスキーによって創立されたチームであるKHLのメタルルグ・ノヴォクズネツクに2014年のKHLジュニアドラフトで加入。2014-2015年シーズンにKHLデビューを果たした。
2015年のNHLドラフト5巡目(全体135位)でミネソタ・ワイルドから指名されたが、この直後にはワイルズとは契約せず、8月21日にノヴォクズネツクと3年契約で契約を延長した。
2015年12月から2016年1月に開催された第40回世界ジュニアアイスホッケー選手権のロシア代表に選出された。

### ウファ時代
2016年5月にトレードでサラヴァト・ユラーエフ・ウファへ移籍した。
2016年12月から2017年1月に開催された第41回世界ジュニアアイスホッケー選手権のロシア代表に選出された。

### モスクワ時代
2017年にHC CSKAモスクワへ移籍した。2018年と2019年にガガーリン・カップに出場し、優勝を経験している。
2018年2月に開催された平昌オリンピックのアイスホッケーロシアからのオリンピック選手(OAR)代表として選出された。
2019年5月に開催された第83回アイスホッケー選手権のロシア代表に選出された。
2019-2020年シーズンがKHLでの契約満了となるシーズンとなった。

### ワイルズ時代
2020年7月13日にワイルズと2年間のエントリーレベル契約を結んだ。
2020-21年シーズンは2021年1月14日のロサンゼルス・キングス戦でNHLデビューを果たした。
2021-2022年シーズンはシーズン開幕前の9月21日にワイルズと5年総額4500万ドルで契約を結んだ。シーズンでは2022年2月3日に自身初めてNHLオールスターゲームに選出された。

## 詳細情報

### レギュラーシーズンとプレーオフでの成績
| 2013–14 | Kuznetskie Medvedi             | MHL     | 52  | 18  | 16  | 34  | 30  | 8  | 1  | 2  | 3  | 2  |
| 2014–15 | Metallurg Novokuznetsk         | KHL     | 31  | 4   | 4   | 8   | 6   | —  | —  | —  | —  | —  |
| 2014–15 | Kuznetskie Medvedi             | MHL     | 3   | 0   | 2   | 2   | 2   | 3  | 0  | 0  | 0  | 2  |
| 2015–16 | Metallurg Novokuznetsk         | KHL     | 53  | 11  | 16  | 27  | 10  | —  | —  | —  | —  | —  |
| 2015–16 | Kuznetski Medvedi              | MHL     | 4   | 7   | 3   | 10  | 0   | —  | —  | —  | —  | —  |
| 2016–17 | サラヴァト・ユラーエフ・ウファ | KHL     | 49  | 20  | 22  | 42  | 66  | 5  | 3  | 0  | 3  | 0  |
| 2017-18 | HC CSKAモスクワ                | KHL     | 46  | 15  | 25  | 40  | 14  | 19 | 2  | 8  | 10 | 4  |
| 2018-19 | HC CSKAモスクワ                | KHL     | 57  | 30  | 21  | 51  | 16  | 19 | 4  | 10 | 14 | 6  |
| 2019-20 | HC CSKAモスクワ                | KHL     | 57  | 33  | 29  | 62  | 10  | 4  | 2  | 2  | 4  | 2  |
| MHL合計 | MHL合計                        | MHL合計 | 59  | 25  | 21  | 46  | 32  | 15 | 2  | 4  | 6  | 4  |
| KHL合計 | KHL合計                        | KHL合計 | 293 | 113 | 117 | 230 | 122 | 47 | 11 | 20 | 31 | 12 |

### 国際大会での成績
| 年           | 代表         | 大会                       | 成績         |    | GP | G  | A  | Pts | PIM |
| ------------ | ------------ | -------------------------- | ------------ | -- | -- | -- | -- | --- | --- |
| 2015         | ロシア       | U18世界選手権              | 5位          | 4  | 1  | 3  | 4  | 2   |     |
| 2015         | ロシア       | イワン・グリンカ記念カップ | 5位          | 4  | 5  | 2  | 7  | 0   |     |
| 2016         | ロシア       | U20世界選手権              |              | 7  | 1  | 2  | 3  | 2   |     |
| 2017         | ロシア       | U20世界選手権              |              | 7  | 9  | 3  | 12 | 2   |     |
| 2018         | OAR          | 冬季五輪                   |              | 6  | 5  | 4  | 9  | 2   |     |
| 2018         | ロシア       | 世界選手権                 | 6位          | 8  | 6  | 2  | 8  | 2   |     |
| 2019         | ロシア       | 世界選手権                 |              | 9  | 2  | 0  | 2  | 2   |     |
| ジュニア合計 | ジュニア合計 | ジュニア合計               | ジュニア合計 | 22 | 16 | 10 | 26 | 6   |     |
| シニア合計   | シニア合計   | シニア合計                 | シニア合計   | 23 | 13 | 6  | 19 | 6   |     |

### 記録
- NHLオールスターゲーム選出：1回（2022年）

### 代表歴
ロシア代表
- 2016年世界ジュニアアイスホッケー選手権ロシア代表
- 2017年世界ジュニアアイスホッケー選手権ロシア代表
- 2019年アイスホッケー世界選手権ロシア代表

OAR
- 2018年オリンピックアイスホッケーOAR代表